# Jan Aleksander Olizar
Jan Aleksander Olizar Wołczkiewicz (zm. ok. 1700) herbu Chorągwie Kmitów – podsędek kijowski w latach 1665–1699, rotmistrz królewski w 1663 roku, dzierżawca klucza łomaskiego w ekonomii brzeskiej.
Był elektorem Michała Korybuta Wiśniowieckiego z województwa kijowskiego w 1669 roku. Jako poseł województwa wołyńskiego zerwał przed upływem terminu sejm koronacyjny po koronacji Michała Korybuta Wiśniowieckiego w 1669 roku. Protestował w sprawie grupy eksulantów ukraińskich, prawdopodobnie za wiedzą i zgodą niezadowolonych magnatów: Zamoyskich, Potockich, a może i pod wpływem partyi francuskiej. Poseł na sejm nadzwyczajny 1670 roku z województwa kijowskiego.
Poseł sejmiku włodzimierskiego województwa kijowskiego na sejm koronacyjny 1676 roku.